# Gangaikonda Cholapuram
Gangaikonda Cholapuram (Tamilisch கங்கைகொண்ட சோழபுரம் Kaṅkaikoṇṭa Cōḻapuram [ˈɡaŋɡɛi̯koɳɖə ˈtʃoːɻəpuɾʌm]) ist eine historische Stätte im südindischen Bundesstaat Tamil Nadu. Sie liegt am Rande des Kaverideltas im Distrikt Ariyalur.
Der Name des Ortes bedeutet „Stadt des Chola, der die Ganga besiegte“ und verweist auf seine Gründungsgeschichte: Nach seinem erfolgreichen Krieg gegen Kalinga (Orissa) und Bengalen 1022/23 entschied sich der Chola-König Rajendra I. (reg. 1012 bis 1044), knapp 60 Kilometer nordöstlich von Thanjavur, der Hauptstadt seines Reiches, eine neue Hauptstadt zu gründen. Diese erhielt im Gedenken an den Feldzug zum heiligen Fluss Ganges (Ganga) den Namen Gangaikonda Cholapuram. Über 200 Jahre lang blieb die Stadt Sitz der Herrscher des mächtigen Chola-Reiches, wurde aber vermutlich im 13. Jahrhundert von den aufstrebenden Pandya unter Jatavarman Sundara (reg. 1251 bis 1268) erobert und zu großen Teilen zerstört.
Im heutigen Dorf Gangaikonda Cholapuram sind heute von den Bauten der einstigen Chola-Hauptstadt, darunter der Königspalast, nur noch Ruinen übrig.

## Brihadisvara-Tempel

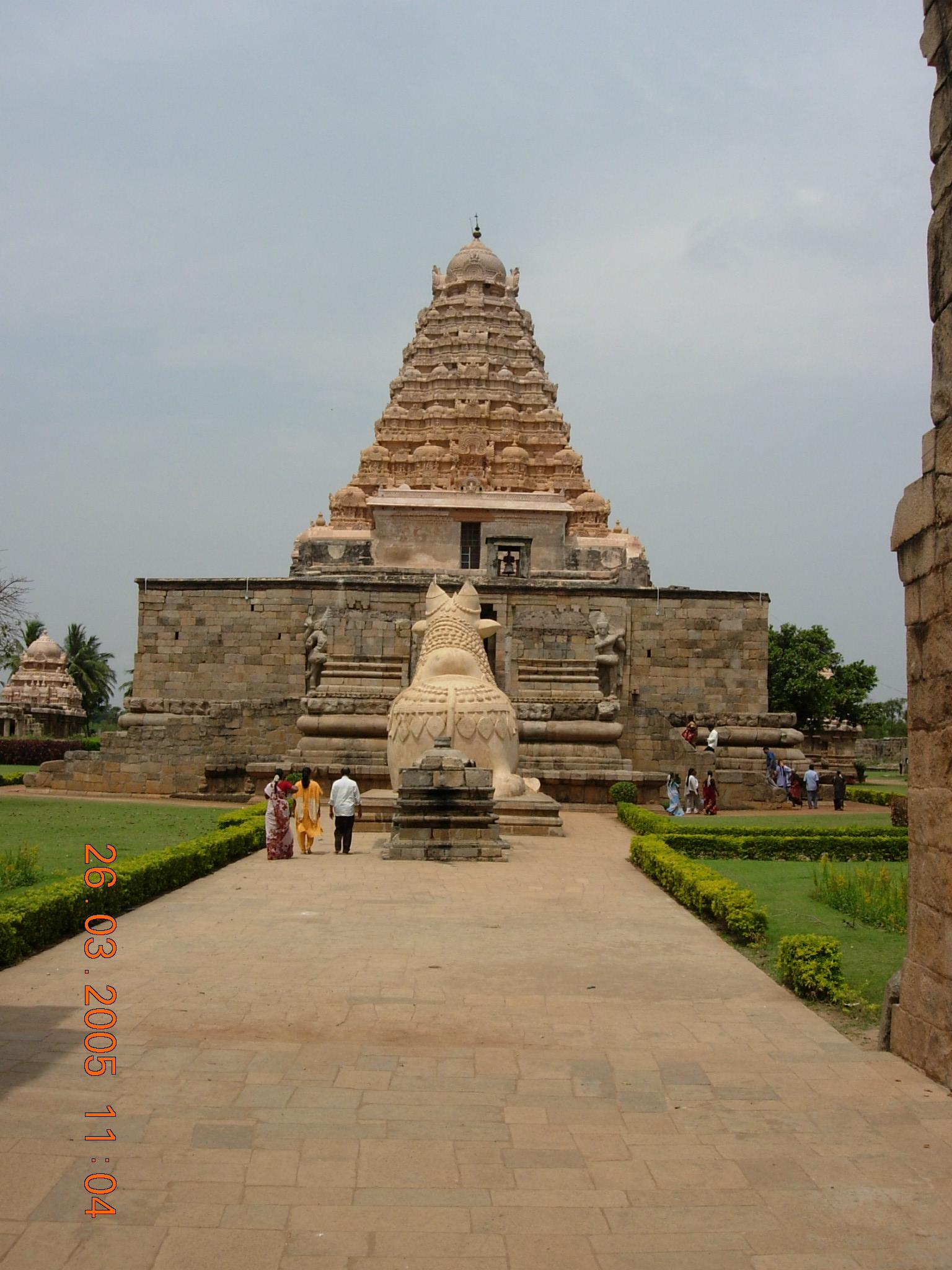
Brihadisvara-Tempel

Lediglich der Shiva geweihte Brihadisvara-Tempel, in Grund- und Aufriss dem gleichnamigen Tempel in Thanjavur nachempfunden, ist noch fast vollständig erhalten. Anders als der Vimana (Turm mit dem Allerheiligsten) des Vorbildes in Thanjavur ist der Tempelturm von Gangaikonda Cholapuram mit 55 Metern Höhe niedriger und zierlicher. Zudem weist er eine leichte Wölbung auf, anstatt steil pyramidenförmig aufzustreben. Die rund 150 Säulen zählende Versammlungshalle (Mahamandapa) greift bereits Merkmale der später üblichen Tausend-Säulen-Hallen auf. Der Skulpturenschmuck des Tempels gilt als herausragendes Beispiel für die Bildhauerkunst der Chola-Zeit. Weiter östlich blickt eine Statue des mythischen Stieres Nandi in Richtung des Vimana. In der gleichen Richtung liegt auch der nur zum Teil erhaltene Gopuram (Torturm). Im Tempelbezirk befinden sich noch weitere kleine Schreine sowie ein künstlich angelegter Teich, den Rajendra I. einst mit Gangeswasser, das ihm seine unterlegenen Feinde als Tribut zahlen mussten, füllen ließ. Als einer von drei großen Tempeln der Chola-Dynastie gehört der Brihadisvara-Tempel von Gangaikonda Cholapuram seit 2004 zur Liste des UNESCO-Weltkulturerbes.